# Даляньский трамвай
Даляньский трамвай — трамвайная система, действующая в китайском городе Далянь (Дальний) с 1909 года.

## История
Трамвайная система Даляня (в то время находящегося после Русско-японской войны под японской оккупацией Дайрена), открытая в 1909 году, была построена на британские деньги.
Во время максимального развития общая протяжённость сети даляньского трамвая достигала шестидесяти пяти километров. К концу восьмидесятых годов осталось только пятнадцать километров. Однако эти участки использовались очень интенсивно. В то время на трамвайной сети Даляня использовалось около ста трамваев, каждый из которых за день перевозил примерно шесть тысяч пассажиров.

## Описание системы
По состоянию на конец восьмидесятых годов трамвайная сеть Даляня состояла из двух линий (направления север-юг и восток-запад), которые соединялись в северо-западном «углу».
Система обслуживалась следующими маршрутами:
- 202: вся линия север-юг, от района Xinggong Jie до Heishijiao.
- 201: линия восток-запад на участке от соединения с линией север-юг (Xinggong Jie) до железнодорожного вокзала
- 203: линия восток-запад на участке от железнодорожного вокзала до восточного конечного пункта Siergou.

## Подвижной состав
Подвижной состав даляньского трамвая отличался большим разнообразием. Собственные трамвайные мастерские проводили различные модернизации и перестройки трамваев, таким образом возникли мини-серии из нескольких трамваев, или вообще уникальные трамваи, существовавшие в единственном экземпляре.
Мастерские трамвайного хозяйства Даляня не только перестраивали старые, но и строили новые трамваи, как для самого Даляня, так и для других городов Китая.
Основные серии:
- Серии 3000 и 4000: трамваи японского происхождения, построенные в тридцатых годах
- Серия 5000: аналогичные сериям 3000 и 4000 трамваи, построенные в самом Даляне во время японской оккупации
- Серия 7001-7010: четырёхосные трамваи собственного производства, выпускались с 1983 года
- Серия 621 (начиная с 621-01): первые в Китае сочленённые трамваи, строились в Даляне с 1984 года